# Mignanego
Mignanego – miejscowość i gmina we Włoszech, w regionie Liguria, w prowincji Genua.
Według danych na rok 2004 gminę zamieszkiwało 3500 osób, 194,4 os./km².